# 世紀樂團 (法國)
世紀（法語：Les Siècles）是一支成立於2003年的法國古樂樂團，專於當代詮釋與古樂器演出，他們的曲目涵蓋了17世紀至21世紀的多元風格作品。
世紀樂團除了巴黎方面（國立喜歌劇院、夏特雷劇院、愛樂廳等場館）的活動之外，也在拉科特圣安德烈、艾克斯、梅斯、卡昂、尼姆演出。法國以外的足跡則有阿姆斯特丹（音樂廳）、倫敦、不萊梅、布魯塞爾、威斯巴登、盧森堡、科隆、東京、埃森等城市。
在音樂會與錄音之外，世紀樂團亦致力於校園和各社區機構的推廣活動，他們也是幾個青年樂團的合作夥伴。

## 近期活動
2013年，因應《春之祭》創作百年，世紀樂團取得了博浩出版社的獨家許可，在香榭丽舍剧院原樣上演了百年前的音樂，之後他們也將這個製作攜至法國各地及海外演出。同場演出的曲目，還有斯特拉汶斯基的另一齣芭蕾音樂《彼得鲁什卡》。

## 代表人物
- 創建者、指揮：弗朗索瓦-格扎维埃·罗特

## 作品節選

### 商業錄音
目前為止，世紀在斯特拉汶斯基、德布西等20世紀作品的錄音特別受到好評（星期日泰晤士報、BBC音樂雜誌、留聲機雜誌等），斯特拉汶斯基更獲得荷蘭愛迪森獎、德國唱片大獎等肯定。另一方面，比才和夏布里耶的錄音則獲得了金叉獎，以及德國某雜誌的五星評價。世紀的同名自有錄音品牌目前已經完成九張錄音，除上述的《春之祭》、《彼得鲁什卡》之外，還有斯特拉汶斯基《火鳥》，以及白遼士、聖桑斯、馬塔倫、李斯特、德布西、杜卡等人作品。在此之外，世紀與Harmonia mundi合作錄製的拉威爾《達夫尼與克羅伊》則在2017年發行。

## 外部連結
- 官方网站
- 弗朗索瓦-克薩維耶·羅特的官方网站 Archive-It的存檔，存档日期2016-07-25
- 世紀樂團的Discogs页面（英文）
- France-orchestres.com的頁面 （页面存档备份，存于）